# Trifolium isthmocarpum
Trifolium isthmocarpum — вид рослин родини Бобові (Fabaceae).

## Опис
Однорічна гола рослина. Стебла 10–50 см, прямовисні або сланкі, гіллясті. Черешки до 10 см; листочки 10–30 мм, обернено-яйцеподібні, зазубрені. Суцвіття 12–25 мм в діаметрі, кулясті або яйцеподібні, пахвові. Віночок 7–12 мм, рожевий. Цвіте з лютого по липень. Сидячі плоди з 1–2 насінням. Насіння 0,8–1,5 мм, гладке, вохристе або зеленувате, іноді з фіолетовими плямами. 2n = 16.

## Поширення
Поширення: Північна Африка: Алжир; Марокко; Туніс. Західна Азія: Туреччина. Південна Європа: Італія [вкл. Сицилія]; Франція - Корсика; Португалія; Гібралтар; Іспанія [пд.-зх.]. Населяє більш-менш вологі луки, узбіччя доріг, терпить деяку ступінь солоності 0–900 метрів.